# Bulgarije op de Olympische Zomerspelen 1968
Bulgarije nam deel aan de Olympische Zomerspelen 1968 in Mexico-Stad, Mexico. De Bulgaren wonnen twee gouden-, vier zilveren- en drie bronzen medailles.

## Medailleoverzicht
| Sport     | Olympiër | Discipline               | Medaille |
| --------- | --- | ------------------------ | -------- |
| Worstelen | Petar Kirov | -52kg Grieks-Romeins (m) | Goud     |
| Worstelen | Boyan Radev | -97kg Grieks-Romeins (m) | Goud     |
| Voetbal   | Tsvetan Veselinov Yancho Dimitrov Asparukh Donev Milko Gaydarski Ivaylo Georgiev Atanas Gerov Mikhail Gionin Georgi Ivanov Kiril Ivkov Atanas Khristov Georgi Khristakiev Kiril Khristov Todor Nikolov Georgi Vasiliev Evgeni Yanchovski Stoyan Yordanov Ivan Zafirov Petar Jekovic | mannen                   | Zilver   |
| Worstelen | Enyu Todorov | -63kg vrije stijl (m)    | Zilver   |
| Worstelen | Enyu Valchev | -70kg vrije stijl (m)    | Zilver   |
| Worstelen | Osman Duraliev | +97kg vrije stijl (m)    | Zilver   |
| Boksen    | Ivan Mikhaylov | -57kg (m)                | Brons    |
| Boksen    | Georgi Stankov | -81kg (m)                | Brons    |
| Worstelen | Prodan Gardzhev | -87kg vrije stijl (m)    | Brons    |

## Deelnemers en resultaten

### Atletiek
| Olympiër          | Discipline             | Resultaat | Prestatie |
| ----------------- | ---------------------- | --------- | --- |
| Mikhail Zhelev    | 3000m steeplechase (m) | 6e        | serie 3: 2de in 9.01,96 finale: 6de in 8.58,41 |
| Ivailo Sharankov  | marathon (m)           | 30e       | 2:39.49 |
| Nikola Simeonov   | marathon (m)           | 42e       | 2:48.30 |
| Georgi Stoykovski | hink-stap-springen (m) | 9e        | kwalificatie groep B: 4de met 16,24m finale: 9de met 16,46m |
| Spas Dzhurov      | tienkamp (m)           | 15e       | 100m: 9de in 10,95 (828 punten) verspringen: 9de met 7,40m (901 punten) kogelstoten: 15de met 13,99m (727 punten) hoogspringen: 12de met 1,89m 400m: 10de in 50,28 (797 punten) 110m horden: 14de in 15,17 (837 punten) discuswerpen: 15de met 40,90m (703 punten) polsstokhoogspringen: 19de met 3,60m (700 punten) speerwerpen: 18de met 47,04m (592 punten) 1500m: 14de in 5.15,5 (328 punten) totaal: 7173 punten |
|                   |                        |           | |
| Snezhana Yurukova | 80m horden (v)         | 20e       | serie 2: 6de in 11,0 |
| Yordanka Blagoeva | hoogspringen (v)       | 17e       | kwalificatie groep A: 10de met 1,68m |
| Katya Lazova      | hoogspringen (v)       | 18e       | kwalificatie groep B: 8ste met 1,68m |
| Ivanka Hristova   | kogelstoten (v)        | 6e        | finale: 6de met 17,25m |
| Snezhana Yurukova | vijfkamp (v)           | 14e       | 80m horden: 6de in 11,0 (1044 punten) kogelstoten: 15de met 11,83m (843 punten) hoogspringen: 11de met 1,59m (934 punten) verspringen: 14de met 5,98m (984 punten) 200m: 19de in 25,11 (923 punten) totaal: 4728 punten |

### Basketbal
| Olympiër | Discipline | Resultaat | Prestatie |
| --- | ---------- | --------- | --- |
| Mintsjo Dimov Georgi Christov Bojsjo Branzov Stefan Filipov Emil Michajlov Pando Pandov Christo Dojtsjinov Valentin Spasov Ivajlo Kirov Dimitar Sachanikov Stanislav Bojadizjev Slavejko Rajtsjev | mannen     | 10e       | groep B: 5de W van Cuba: 70-61 V van Brazilië: 59-75 W van Marokko: 77-59 V van Sovjet-Unie: 56-81 V van Mexico: 63-73 V van Polen: 67-69 W van Zuid-Korea: 64-60 9-12de plek: W van Panama: 83-79 9-10de plek: V van Puerto Rico: 57-67 |

| Voorronde Groep B |             |             |             |             |        |        |        |        |
| #                 | Land        | Wedstrijden | Wedstrijden | Wedstrijden | Punten | Punten | Punten | Punten |
| #                 | Land        | G           | W           | V           | V      | T      | Saldo  | Punten |
| 1                 | Sovjet-Unie | 7           | 7           | 0           | 642    | 408    | +226   | 14     |
| 2                 | Brazilië    | 7           | 6           | 1           | 561    | 418    | +143   | 13     |
| 3                 | Mexico      | 7           | 5           | 2           | 493    | 443    | +50    | 12     |
| 4                 | Polen       | 7           | 4           | 3           | 473    | 504    | -31    | 11     |
| 5                 | Bulgarije   | 7           | 3           | 4           | 456    | 478    | -22    | 10     |
| 6                 | Cuba        | 7           | 2           | 5           | 514    | 532    | -18    | 9      |
| 7                 | Zuid-Korea  | 7           | 1           | 6           | 453    | 530    | -77    | 8      |
| 8                 | Marokko     | 7           | 0           | 7           | 355    | 634    | -279   | 7      |

| Ronde       | Datum       | Plaats      | Land  | Score       | Land |
| ----------- | ----------- | ----------- | ----- | ----------- | ---- |
| Groepsfase  |             |             |       |             |      |
| 13 oktober  | Mexico-Stad | Cuba        | 61-70 | Bulgarije   |      |
| 14 oktober  | Mexico-Stad | Brazilië    | 75-59 | Bulgarije   |      |
| 15 oktober  | Mexico-Stad | Marokko     | 5977  | Bulgarije   |      |
| 16 oktober  | Mexico-Stad | Sovjet-Unie | 81-56 | Bulgarije   |      |
| 18 oktober  | Mexico-Stad | Mexico      | 73-63 | Bulgarije   |      |
| 19 oktober  | Mexico-Stad | Bulgarije   | 67-69 | Polen       |      |
| 20 oktober  | Mexico-Stad | Bulgarije   | 64-60 | Zuid-Korea  |      |
| 9-12de plek |             |             |       |             |      |
| 23 oktober  | Mexico-Stad | Bulgarije   | 83-79 | Panama      |      |
| 9-10de plek |             |             |       |             |      |
| 24 oktober  | Mexico-Stad | Bulgarije   | 57-67 | Puerto Rico |      |

### Boksen
| Olympiër           | Discipline  | Resultaat | Prestatie |
| ------------------ | ----------- | --------- | --- |
| Stefan Aleksandrov | -48kg (m)   | 9e        | 1ste ronde: vrij 2de ronde: V van NIG Ogun: 1-4 |
| Nikola Savov       | -54kg (m)   | 9e        | 1ste ronde: W van ZAM Mwamba: scheidsrechterlijke beslissing 2de ronde: W van CUB Espinosa: scheidsrechterlijke beslissing 3de ronde: V van KOR Chang: scheidsrechterlijke beslissing |
| Ivan Mihailov      | -57kg (m)   | Brons     | 1ste ronde: W van POL Wadas: 4-1 2de ronde: W van NOR Stromma: 5-0 kwartfinale: W van TUR Tatar: 3-2 halve finale: V van USA Robinson: 0-5                                            |
| Stoiane Pilitchev  | -60kg (m)   | 5e        | 1ste ronde: vrij 2de ronde: W van ETH Ayele: 5-0 3de ronde: W van MEX Durán: 4-1 kwartfinale: V van ROU Cutov: 1-4                                                                    |
| Petar Stoitchev    | -63,5kg (m) | 5e        | 1ste ronde: vrij 2de ronde: W van TUR Kilicoglu: 5-0 3de ronde: W van YUG Ljubinko: 4-1 kwartfinale: V van FIN Nilsson: scheidsrechterlijke beslissing                                |
| Ivan Kiriakov      | -67kg (m)   | 9e        | 1ste ronde: vrij 2de ronde: W van TCH Němeček: gediskwalificeerd 3de ronde: V van TUR Sandal: scheidsrechterlijke beslissing                                                          |
| Simon Georgiev     | -75kg (m)   | 5e        | 1ste ronde: W van ITA Casati: 4-1 2de ronde: vrij kwartfinale: V van USA Jones: 1-4                                                                                                   |
| Georgi Stankov     | -81kg (m)   | Brons     | 1ste ronde: vrij 2de ronde: W van ITA Redden: 4-1 kwartfinale: W van FRA Malherbe: 5-0 halve finale: V van URS Pozniakas: 0-5                                                         |
| Kiril Pandov       | +81kg (m)   | 5e        | 1ste ronde: W van YUG Petar: 3-2 kwartfinale: V van ITA Bambini: 0-5 |

### Gewichtheffen
| Olympiër       | Discipline  | Resultaat | Prestatie                                                                                |
| -------------- | ----------- | --------- | ---------------------------------------------------------------------------------------- |
| Atanas Kiroy   | -56kg (m)   | 7e        | drukken: 8ste met 105kg trekken: 7de met 100kg stoten: 7de met 130kg totaal: 335kg       |
| Mladen Kuchev  | -60kg (m)   | 9e        | drukken: 8ste met 115kg trekken: 7de met 107,5kg stoten: 10de met 135kg totaal: 357,5kg  |
| Petar Yanev    | -60kg (m)   | DNF       | drukken: geen geldige poging                                                             |
| Rilko Florov   | -67,5kg (m) | 12e       | drukken: 13de met 117,5kg trekken: 8ste met 120kg stoten: 12de met 147,5kg totaal: 385kg |
| Kostadin Tilev | -67,5kg (m) | 8e        | drukken: 4de met 132,5kg trekken: 12de met 115kg stoten: 10de met 150kg totaal: 397,5kg  |

### Kanovaren
| Olympiër                       | Discipline    | Resultaat | Prestatie                                                                   |
| ------------------------------ | ------------- | --------- | --------------------------------------------------------------------------- |
| Boris Lyubenov                 | C-1 1000m (m) | 5e        | serie 1: 5de in 4.36,2 halve finale: 2de in 4.35,82 finale: 5de in 4.43,43  |
| Aleksandar Damyanov Ivan Valov | C-2 1000m (m) | 8e        | serie 2: 4de in 4.26,1 halve finale: 3de in 4.22,17 finale: 8ste in 4.22,89 |

### Moderne vijfkamp
| Olympiër                                            | Discipline | Resultaat | Prestatie |
| --------------------------------------------------- | ---------- | --------- | --- |
| Ivan Apostolov                                      | mannen     | 45e       | paardensport: 43ste met 720 punten schermen: 43ste met 16 overwinningen (609 punten) schietsport: 47ste met 173 punten (538 punten) zwemmen: 40ste in 4.14,3 (880 punten) atletiek: 36ste in 15.50,2 (715 punten) totaal: 3462 punten |
| Anton Panyovski                                     | mannen     | 33e       | paardensport: 32ste met 950 punten schermen: 30ste met 21 overwinningen (724 punten) schietsport: 4de met 193 punten (978 punten) zwemmen: 34ste in 4.12,2 (892 punten) atletiek: 37ste in 15.54,1 (703 punten) totaal: 4247 punten   |
| Konstantine Sardzhev                                | mannen     | 36e       | paardensport: 3de met 1100 punten schermen: 37ste met 18 overwinningen (655 punten) schietsport: 22ste met 188 punten (868 punten) zwemmen: 45ste in 4.34,5 (757 punten) atletiek: 25ste in 15.18,2 (811 punten) totaal: 4191 punten  |
| Ivan Apostolov Anton Panyovski Konstantine Sardzhev | mannen     | 11e       | paardensport: 10de met 2770 punten schermen: 12de met 2064 punten schietsport: 13de met 2384 punten zwemmen: 13de met 2529 punten atletiek: 11de met 2229 punten totaal: 11976 punten                                                 |

### Schietsport
| Olympiër        | Discipline             | Resultaat | Prestatie                        |
| --------------- | ---------------------- | --------- | -------------------------------- |
| Martsel Koen    | 50m geweer 3 houdingen | 21e       | 1142 punten: (394-387-361)       |
| Emiliyan Vergov | 50m geweer 3 houdingen | 45e       | 1119 punten: (389-387-363)       |
| Martsel Koen    | 50m geweer liggend     | 24e       | 592 punten: (99-99-98-97-99-100) |
| Emiliyan Vergov | 50m geweer liggend     | 64e       | 584 punten: (98-97-98-97-95-99)  |
| Dencho Denev    | 50m pistool            | 24e       | 545 punten: (91-90-91-89-93-91)  |
| Dencho Denev    | 25m snelvuurpistool    | 28e       | 579 punten: (293-286)            |
| Anton Manolov   | skeet                  | 40e       | 180 punten                       |
| Atanas Tasev    | skeet                  | 34e       | 185 punten                       |

### Roeien
| Olympiër                                         | Discipline      | Resultaat | Prestatie                                                                      |
| ------------------------------------------------ | --------------- | --------- | ------------------------------------------------------------------------------ |
| Yordan Valtchev Atanas Zelev                     | dubbel-twee (m) | 4e        | serie 2: 1ste in 6.54,16 halve finale 1: 2de in 7.12,08 finale: 4de in 6.58,48 |
| Georgi Atanasov Georgi Nikolov Veselin Staievski | twee-met (m)    | 8e        | serie 2: 1ste in 8.11,13 halve finale 2: 5de in 8.06,41                        |

### Turnen
| Olympiër                                                                              | Discipline               | Resultaat | Prestatie |
| ------------------------------------------------------------------------------------- | ------------------------ | --------- | --- |
| Georgi Adamov                                                                         | meerkamp individueel (m) | 58e       | vloer: 87ste met 17,10 punten sprong: 30ste met 18,40 punten brug met gelijke leggers: 31ste met 18,80 punten brug met ongelijke leggers: 33ste met 18,65 punten ringen: 63ste met 17,65 punten paard met bogen: 73ste met 17,25 punten totaal: 107,85 punten  |
| Rumen Gabrovski                                                                       | meerkamp individueel (m) | 83e       | vloer: 51ste met 18,00 punten sprong: 54ste met 18,15 punten brug met gelijke leggers: 74ste met 17,95 punten brug met ongelijke leggers: 100ste met 16,85 punten ringen: 68ste met 17,55 punten paard met bogen: 95ste met 16,40 punten totaal: 104,90 punten |
| Bozhidar Ivanov                                                                       | meerkamp individueel (m) | 92e       | vloer: 83ste met 17,30 punten sprong: 87ste met 17,70 punten brug met gelijke leggers: 57ste met 18,35 punten brug met ongelijke leggers: 105de met 16,65 punten ringen: 84ste met 17,10 punten paard met bogen: 95ste met 16,40 punten totaal: 103,50 punten  |
| Raycho Khristov                                                                       | meerkamp individueel (m) | 62e       | vloer: 9de met 18,95 punten sprong: 54ste met 18,15 punten brug met gelijke leggers: 85ste met 17,65 punten brug met ongelijke leggers: 19de met 18,90 punten ringen: 92ste met 16,70 punten paard met bogen: 76ste met 17,20 punten totaal: 107,55 punten     |
| Ivan Kondev                                                                           | meerkamp individueel (m) | 68e       | vloer: 18de met 18,60 punten sprong: 43ste met 18,25 punten brug met gelijke leggers: 79ste met 17,85 punten brug met ongelijke leggers: 80ste met 17,75 punten ringen: 89ste met 16,75 punten paard met bogen: 53ste met 17,65 punten totaal: 106,85 punten   |
| Stefan Zoev                                                                           | meerkamp individueel (m) | 68e       | vloer: 61ste met 17,80 punten sprong: 43ste met 18,25 punten brug met gelijke leggers: 74ste met 17,95 punten brug met ongelijke leggers: 65ste met 18,15 punten ringen: 77ste met 17,35 punten paard met bogen: 67ste met 17,35 punten totaal: 106,85 punten  |
| Georgi Adamov Rumen Gabrovski Bozhidar Ivanov Raycho Khristov Ivan Kondev Stefan Zoev | meerkamp team (m)        | 11e       | vloer: 8ste met 90,65 punten sprong: 7de met 91,20 punten brug met gelijke leggers: 13de met 91,20 punten brug met ongelijke leggers: 11de met 91,70 punten ringen: 12de met 86,85 punten paard met bogen: 13de met 86,55 punten totaal: 538,15 punten         |
|                                                                                       |                          |           | |
| Rayna Atanasova                                                                       | meerkamp individueel (v) | 65e       | vloer: 49ste met 17,90 punten sprong: 53ste met 17,85 punten brug: 74ste met 16,85 punten balk: 62ste met 17,00 punten totaal: 69,60 punten |
| Mariya Karashka                                                                       | meerkamp individueel (v) | 32e       | vloer: 49ste met 17,90 punten sprong: 24ste met 18,70 punten brug: 22ste met 18,65 punten balk: 37ste met 18,05 punten totaal: 73,30 punten |
| Vanya Marinova                                                                        | meerkamp individueel (v) | 44e       | vloer: 33ste met 18,25 punten sprong: 38ste met 18,25 punten brug: 34ste met 18,15 punten balk: 78ste met 16,65 punten totaal: 71,30 punten |
| Vesela Pasheva                                                                        | meerkamp individueel (v) | 51e       | vloer: 60ste met 17,70 punten sprong: 60ste met 17,75 punten brug: 66ste met 17,30 punten balk: 46ste met 17,70 punten totaal: 70,45 punten |
| Neli Stoyanova                                                                        | meerkamp individueel (v) | 51e       | vloer: 60ste met 17,70 punten sprong: 53ste met 17,85 punten brug: 76ste met 16,70 punten balk: 33ste met 18,20 punten totaal: 70,45 punten |
| Rayna Atanasova Mariya Karashka Vanya Marinova Vesela Pasheva Neli Stoyanova          | meerkamp team (v)        | 8e        | vloer: 8ste met 89,45 punten sprong: 8ste met 90,40 punten brug: 10de met 87,65 punten balk: 8ste met 87,60 punten totaal: 355,10 punten |

### Voetbal
| Olympiër | Discipline | Resultaat | Prestatie |
| --- | ---------- | --------- | --- |
| Tsvetan Veselinov Yancho Dimitrov Asparukh Donev Milko Gaydarski Ivaylo Georgiev Atanas Gerov Mikhail Gionin Georgi Ivanov Kiril Ivkov Atanas Khristov Georgi Khristakiev Kiril Khristov Todor Nikolov Georgi Vasiliev Evgeni Yanchovski Stoyan Yordanov Ivan Zafirov Petar Jekovic | mannen     | Zilver    | groep D: 1ste W van Thailand: 7-0 G van Tsjecho-Slowakije: 2-2 W van Guatemala: 2-1 kwartfinale: W van Israël: 1-1, loting halve finale: W van Mexico: 3-2 finale: V van Hongarije: 1-4 |

| Groep A |                   |             |             |             |             |            |            |            |        |
| #       | Land              | Wedstrijden | Wedstrijden | Wedstrijden | Wedstrijden | Doelpunten | Doelpunten | Doelpunten | Punten |
| #       | Land              | G           | W           | G           | V           | V          | T          | Saldo      | Punten |
| 1       | Bulgarije         | 3           | 2           | 1           | 0           | 11         | 3          | +8         | 5      |
| 2       | Guatemala         | 3           | 2           | 0           | 1           | 6          | 3          | +3         | 4      |
| 3       | Tsjecho-Slowakije | 3           | 1           | 1           | 1           | 10         | 3          | +7         | 3      |
| 4       | Thailand          | 3           | 0           | 0           | 3           | 1          | 19         | -18        | 0      |

| Ronde        | Datum       | Plaats    | Land | Score             | Land |
| ------------ | ----------- | --------- | ---- | ----------------- | ---- |
| Groepsfase   |             |           |      |                   |      |
| 14 oktober   | Léon        | Bulgarije | 7-0  | Thailand          |      |
| 16 oktober   | Guadalajara | Bulgarije | 2-2  | Tsjecho-Slowakije |      |
| 18 oktober   | Léon        | Bulgarije | 2-1  | Guatemala         |      |
| Kwartfinale  |             |           |      |                   |      |
| 20 oktober   | Léon        | Bulgarije | 1-1  | Israël            |      |
| Halve finale |             |           |      |                   |      |
| 22 oktober   | Mexico-Stad | Mexico    | 2-3  | Bulgarije         |      |
| Finale       |             |           |      |                   |      |
| 24 oktober   | Mexico-Stad | Hongarije | 4-1  | Bulgarije         |      |

### Volleybal
| Olympiër | Discipline | Resultaat | Prestatie |
| --- | ---------- | --------- | --- |
| Aleksandar Aleksandrov Aleksandar Trenev Angel Koritarov Dimitar Karov Dimitar Zlatanov Dinko Atanasov Gramen Prinov Kiril Slavov Milcho Milev Petar Krachmarov Stoyan Stoyanov Zdravko Simeonov | zaal (m)   | 6e        | groepsfase: 6de W van Mexico: 3-0 (15-9, 15-4, 15-6) W van België: 3-0 (15-10, 15-1, 15-5) V van Sovjet-Unie: 0-3 (10-15, 9-15, 10-15) W van Verenigde Staten: 3-2 (10-15, 17-15, 7-15, 15-7, 16-14) W van Brazilië: 3-0 (15-8, 18-16, 15-3) V van Tsjecho-Slowakije: 2-3 (7-15, 15-10, 9-15, 15-4, 7-15) V van Polen: 0-3 (3-15, 5-15, 10-15) V van Bondsrepubliek Duitsland: 2-3 (11-15, 15-8, 10-15, 15-10, 7-15) V van Japan: 0-3 (7-15, 6-15, 5-15) |

| Groepsfase |                          |             |             |             |             |             |             |        |        |        |        |
| #          | Land                     | Wedstrijden | Wedstrijden | Wedstrijden | Wedstrijden | Wedstrijden | Wedstrijden | Punten | Punten | Punten | Punten |
| #          | Land                     | G           | W           | V           | SW          | SV          | SR          | SPW    | SPL    | Saldo  | Punten |
| 1          | Sovjet-Unie              | 9           | 8           | 1           | 26          | 8           | +18         | 464    | 326    | +138   | 17     |
| 2          | Japan                    | 9           | 7           | 2           | 24          | 6           | +18         | 430    | 258    | +172   | 16     |
| 3          | Tsjecho-Slowakije        | 9           | 7           | 2           | 22          | 15          | +7          | 454    | 417    | +37    | 16     |
| 4          | Bondsrepubliek Duitsland | 9           | 6           | 3           | 22          | 12          | +10         | 449    | 374    | +75    | 15     |
| 5          | Polen                    | 9           | 6           | 3           | 18          | 11          | +7          | 371    | 281    | +90    | 15     |
| 6          | Bulgarije                | 9           | 4           | 5           | 16          | 17          | -1          | 379    | 385    | -6     | 13     |
| 7          | Verenigde Staten         | 9           | 4           | 5           | 15          | 18          | -3          | 383    | 414    | -31    | 13     |
| 8          | België                   | 9           | 2           | 7           | 6           | 24          | -18         | 239    | 417    | -178   | 11     |
| 9          | Brazilië                 | 9           | 1           | 8           | 8           | 25          | -17         | 357    | 469    | -112   | 10     |
| 10         | Mexico                   | 9           | 0           | 9           | 6           | 27          | -19         | 289    | 474    | -185   | 9      |

| Ronde      | Datum       | Plaats                   | Land | Score            | Land |
| ---------- | ----------- | ------------------------ | ---- | ---------------- | ---- |
| Groepsfase |             |                          |      |                  |      |
| 13 oktober | Mexico-Stad | Bulgarije                | 3-0  | Mexico           |      |
| 16 oktober | Mexico-Stad | Bulgarije                | 3-0  | België           |      |
| 17 oktober | Mexico-Stad | Sovjet-Unie              | 3-0  | Bulgarije        |      |
| 19 oktober | Mexico-Stad | Bulgarije                | 3-2  | Verenigde Staten |      |
| 20 oktober | Mexico-Stad | Bulgarije                | 3-0  | Brazilië         |      |
| 21 oktober | Mexico-Stad | Tsjecho-Slowakije        | 3-2  | Bulgarije        |      |
| 23 oktober | Mexico-Stad | Polen                    | 3-0  | Bulgarije        |      |
| 24 oktober | Mexico-Stad | Bondsrepubliek Duitsland | 3-2  | Bulgarije        |      |
| 25 oktober | Mexico-Stad | Japan                    | 3-0  | Bulgarije        |      |

### Worstelen
| Olympiër          | Discipline  | Resultaat   | Prestatie |
| Vrije stijl       | Vrije stijl | Vrije stijl | Vrije stijl |
| ----------------- | ----------- | ----------- | --- |
| Baju Baev         | -52kg (m)   | 12e         | 1ste ronde: V van JPN Nakata 2de ronde: W van ROU Stoiciu 3de ronde: V van URS Albaryan |
| Ivan Shavov       | -57kg (m)   | 5e          | 1ste ronde: W van KOR Chang 2de ronde: W van YUG Šutev 3de ronde: W van CAN Singerman 4de ronde: G van TUR Sevinç 5de ronde: W van POL Żedzicki 6de ronde: V van USA Behm                                        |
| Enyu Todorov      | -63kg (m)   | Zilver      | 1ste ronde: W van CUB Ramos 2de ronde: W van IRQ Al-Karaghouli 3de ronde: W van HUN Rusznyák 4de ronde: W van ROU Coman 5de ronde: vrij                                                                          |
| Enyu Valchev      | -70kg (m)   | Zilver      | 1ste ronde: W van SWE Karlsson 2de ronde: G van URS Bariashvili 3de ronde: W van PAK Taj 4de ronde: W van TUR Ağralı 5de ronde: W van FRG Rost 6de ronde: W van USA Wells finale ronde: V van IRI Movahed        |
| Angel Sotirov     | -78kg (m)   | 6e          | 1ste ronde: W van MGL Artag 2de ronde: W van AUS O'Brien 3de ronde: V van URS Shakmuradov 4de ronde: W van JPN Sasaki 5de ronde: V van IRI Momeni                                                                |
| Prodan Gardzhev   | -87kg (m)   | Brons       | 1ste ronde: V van USA Peckham 2de ronde: W van AFG Dastagir 3de ronde: W van ROU Balla 4de ronde: W van GBR Grinstead 5de ronde: V van MGL Mönkhbat 6de ronde: W van TUR Gürsoy finale ronde: G van URS Hurevych |
| Said Mustafov     | -97kg (m)   | 4e          | 1ste ronde: V van TUR Ayik 2de ronde: W van ARG Vernik 3de ronde: vrij 4de ronde: W van USA Lewis 5de ronde: V van URS Lmidze                                                                                    |
| Osman Duraliev    | +97kg (m)   | Zilver      | 1ste ronde: W van JPN Isogai 2de ronde: W van TUR Yilmaz 3de ronde: V van URS Medved 4de ronde: W van IRI Anvari 5de ronde: W van ROU Stîngu finale ronde: W van FRG Dietrich                                    |
| Grieks-Romeins    |             |             | |
| Petar Kirov       | -52kg (m)   | Goud        | 1ste ronde: W van TUR Çıkmaz 2de ronde: W van GRE Ganotis 3de ronde: W van ITA Centurioni 4de ronde: vrij 5de ronde: W van URS Bakulin 6de ronde: W van TCH Zeman                                                |
| Hristo Traikov    | -57kg (m)   | 14e         | 1ste ronde: W van DEN Nielsen 2de ronde: V van ROU Baciu 3de ronde: V van USA Hazewinkel |
| Dimitar Galinchev | -63kg (m)   | 4e          | 1ste ronde: W van MAR Mahassine 2de ronde: W van RAU Hassanein 3de ronde: W van IRI Moareb 4de ronde: W van USA Hazewinkel 5de ronde: V van JPN Fujimoto 6de ronde: V van URS Rurua                              |
| Stoyan Apostolov  | -70kg (m)   | 22e         | 1ste ronde: V van HUN Steer 2de ronde: V van FIN Tapio |
| Metodi Zarev      | -78kg (m)   | 4e          | 1ste ronde: V van URS Igumenov 2de ronde: W van CAN Heffel 3de ronde: W van TUR Acar 4de ronde: W van NOR Barlie finale ronde: V van GDR Vesper                                                                  |
| Petar Krumov      | -87kg (m)   | 6e          | 1ste ronde: W van GUA Hernández 2de ronde: W van HUN Sillai 3de ronde: W van NOR Øverby 4de ronde: G van URS Olenik 5de ronde: V van ROU Negut                                                                   |
| Boyan Radev       | -97kg (m)   | Goud        | 1ste ronde: W van USA Schenk 2de ronde: W van TUR Lü 3de ronde: W van SUI Jutzeler 4de ronde: W van NOR Hem 5de ronde: G van URS Jakovenko 6de ronde: vrij finale ronde: W van ROU Martinescu                    |
| Stefan Petrov     | +97kg (m)   | 6e          | 1ste ronde: V van URS Rosjtsjin 2de ronde: W van USA Roop 3de ronde: W van FRG Bock 4de ronde: V van HUN Kozma                                                                                                   |

### Zwemmen
| Olympiër        | Discipline          | Resultaat | Prestatie              |
| --------------- | ------------------- | --------- | ---------------------- |
| Angel Chakarov  | 200m wisselslag (m) | 26e       | serie 4: 3de in 2.24,0 |
| Yulyan Rusev    | 200m wisselslag (m) | 20e       | serie 3: 4de in 2.22,7 |
| Angel Chakarov  | 400m wisselslag (m) | 16e       | serie 3: 5de in 5.10,9 |
| Yulyan Rusev    | 400m wisselslag (m) | 11e       | serie 4: 3de in 5.07,0 |
|                 |                     |           |                        |
| Mariya Nikolova | 100m vrije slag (v) | 33e       | serie 2: 4de in 1.05,1 |
| Mariya Nikolova | 200m wisselslag (v) | 18e       | serie 6: 4de in 2.40,8 |
| Mariya Nikolova | 400m wisselslag (v) | 15e       | serie 4: 4de in 5.45,2 |

Afghanistan · Algerije · Amerikaanse Maagdeneilanden · Argentinië · Australië · Bahama's · Barbados · België · Bermuda · Birma · Bolivia · Bondsrepubliek Duitsland · Brazilië · Brits-Honduras · Bulgarije · Canada · Centraal-Afrikaanse Republiek · Ceylon · Chili · Colombia · Congo-Kinshasa · Costa Rica · Cuba · Denemarken · Dominicaanse Republiek · Duitse Democratische Republiek · Ecuador · El Salvador · Ethiopië · Fiji · Filipijnen · Finland · Frankrijk · Ghana · Griekenland · Groot-Brittannië · Guatemala · Guinee · Guyana · Honduras · Hongarije · Hongkong · Ierland · IJsland · India · Indonesië · Irak · Iran · Israël · Italië · Ivoorkust · Jamaica · Japan · Joegoslavië · Kameroen · Kenia · Koeweit · Libanon · Libië · Liechtenstein · Luxemburg · Madagaskar · Maleisië · Mali · Malta · Marokko · Mexico · Monaco · Mongolië · Nederland · Nederlandse Antillen · Nicaragua · Nieuw-Zeeland · Niger · Nigeria · Noorwegen · Oeganda · Oostenrijk · Pakistan · Panama · Paraguay · Peru · Polen · Portugal · Puerto Rico · Roemenië · San Marino · Senegal · Sierra Leone · Singapore · Soedan · Sovjet-Unie · Spanje · Suriname · Syrië · Taiwan · Tanzania · Thailand · Trinidad en Tobago · Tunesië · Turkije · Tsjaad · Tsjecho-Slowakije · Uruguay · Venezuela · Verenigde Arabische Republiek · Verenigde Staten · Vietnam · Zambia · Zuid-Korea · Zweden · Zwitserland